# 竹內絢子
竹內絢子（日语：／ Takeuchi Ayako，8月19日—），日本女性配音員。出身於千葉縣。PEERLESS GERBERA所屬。娛樂媒體綜合學院聲優學科畢業。AB型血。以前隸屬於Media Force。

## 演出
粗體字表示主要角色。

### 電視動畫
2014年
- 少年好萊塢 -HOLLY STAGE FOR 49-（日语：少年ハリウッド）（太田加奈）

2015年
- 赤髮白雪姬（藥店女老闆）
- 亞爾斯蘭戰記（女）
- 小松先生（2015年—2016年，租賃女友、女社員、母親）
- 科學小飛俠Crowds Insight（木村艾琳）
- 火影忍者疾風傳（2015年—2016年，卡亞、艾諾）
- 排球少年!! TO THE TOP（月島螢的母親、白福雪繪）

2016年
- 偶像筆記（女學生、宮崎）
- 亞人（下村泉的母親、對亞操作員）
- 在下坂本，有何貴幹？（女學生）
- 數碼寶貝宇宙 應用怪獸（姐崎經理）

2018年
- 雷頓的神秘之旅 ～卡翠愛兒與大富翁的陰謀～（薩曼莎）
- BORUTO -火影新世代- NARUTO NEXT GENERATIONS-（新聞主播）
- 足球小將翼 (2018年版)（2018年—2024年，立花政夫（日语：立花兄弟）[1][2]、松本香、施耐德的母親）2系列[注 1]

2019年
- 路人超能100 II（最上啟示的母親、酒吧的女性客、親A）
- 海盜戰記（亞雷的母親）
- 海螺小姐

2020年
- 魔法水果籃 (2019年版)（女傭）

2021年
- 哥吉拉 奇異點（金原里美[3]、町內會長）
- 瓦尼塔斯的手札（2021年—2022年，婦人A、阿斯托爾福·古拉杜姆的母親）2系列[注 2]

2022年
- 薔薇王的葬隊（僕人A）

2023年
- 狩火之王（照三的母親）

### 電影動畫
- 劇場版 烙印勇士 黃金時代篇I—III（2012年—2013年，安娜）3部作
- BORUTO -NARUTO THE MOVIE-（2015年，新聞主播）
- 交響詩篇艾蕾卡7 高度進化1（2017年，補陀落的母親）
- 窈窕淑女 前篇 ～紅緒、花樣的17歲～（2017年，親戚）
- 喬瑟與虎與魚群（2020年）

### OVA
- GIVEN 反面的存在（2021年，主持人）[注 3]

### 網路動畫
- 吸血鬼之愛（2021年，舞的媽媽）
- T·P時光特警（2024年，並平凡的母親）

### 遊戲
- 祭物與雪之剎那（2016年，朱莉安）
- 烙印勇士無雙（日语：ベルセルク無双）（2016年，安娜、格里菲斯〈童年時期〉、民 等）
- 足球小將翼ZERO ～夢幻射門！～（日语：キャプテン翼 (ゲーム)#GMO）（2018年，立花政夫（日语：立花兄弟）[4]）
- 足球小將翼 新秀崛起（日语：キャプテン翼 (ゲーム)）（2020年，立花政夫）
- 蔚藍色法則[5]（2023年）

### 特攝影集
- 超人力霸王布雷薩（2023年，加南星人哈比的聲音）

### 外語配音

#### 電影
- 詭影訪客（英语：Alien Abduction (2014 film)）（吉莉安·莫里斯〈吉莉安·克萊兒（英语：Jillian Clare）〉）
- AUTUMN（日语：AUTUMN）（母親）
- 億萬男孩俱樂部（西德尼·埃文斯〈艾瑪·羅伯茨〉）
- 鉻合金天使（日语：サイボーグ・シティ）（莫莉）
- 極速迷情（英语：Combustion (film)）（艾莉〈艾卓安娜·烏加特（英语：Adriana Ugarte）〉）
- 火線赤子情（拉拉）
- 亡命客機（德语：Faktor 8 – Der Tag ist gekommen）（彼得森）
- 墓地邂逅2（英语：Grave Encounters 2）（泰莎·哈米爾〈史蒂芬妮·班尼特（英语：Stephanie Bennett (actress)）〉）
- 哈里·布朗（英语：Harry Brown (film)）（愛麗絲·弗蘭普頓探長〈艾蜜莉·摩提默〉）
- 全壘打（英语：Home Run (film)）（凱倫）
- 神祕代號伊卡羅斯（英语：Icarus (film)）（奇姆〈莫妮卡·甘德頓（英语：Monique Ganderton）〉）
- 鋼鐵蒼穹
- 神鬼認證：傑森包恩（希瑟·李〈艾莉西亞·薇坎德〉）
- 捍衛任務系列
  - 捍衛任務（海倫·維克〈布麗姬·穆娜〉）
  - 捍衛任務2：殺神回歸（海倫·維克〈布麗姬·穆娜〉[6]）
  - 捍衛任務3：全面開戰（操作員〈瑪格麗特·戴莉〉[7]）
- 地心冒險（英语：Journey to the Center of the Earth (2008 direct-to-video film)）（亞伯拉罕）
- 侏羅紀世界（M導遊女）
- 機槍教父（黛西〈凱茜·貝克〉）
- 月升王國
- 神鬼大盜（農家女兒）
- 世界大對戰（外星人瑪丹娜）
- Rebel Moon—第1部：火之女（涅墨西斯〈裴斗娜〉[8]）
- 機器戰警（莉茲·克萊恩〈詹妮弗·艾莉〉）
- 書中字有夢女神
- 殺了七個人之前（英语：Shepherds and Butchers）（凱瑟琳·默里〈安德麗婭·賴斯伯勒〉）
- 我想念我自己（安娜·霍蘭〈凱特·博斯沃斯〉）
- 德州電鋸殺人狂3D（薇娜·卡森〈瑪莉蓮·柏恩絲（英语：Marilyn Burns）〉）
- 捍衛真相（麗貝卡·奧斯本〈布里特·馬靈〉）
- 伸冤人（曼蒂〈海莉·班奈特〉）
- 驚天凍地（英语：The Frozen Ground）（艾莉·哈爾科姆〈蕾達·蜜雪兒〉）
- 血滴子（郭白蘭〈李夢〉）
- 重返心原點（英语：The Hollars）（麗貝卡〈安娜·坎卓克〉）
- 飢餓遊戲：自由幻夢Ⅰ（女操作員）
- 實習大叔
- 搜尋（英语：The Search (2014 film)）（賴薩）
- 無人之子（英语：The Son of No One）（洛倫·布里奇斯〈茱麗葉·畢諾許〉）
- 沖天大火災 ※BS JAPAN版。
- 空中驚魂（薩曼莎）
- 薇若妮卡想不開（英语：Veronika Decides to Die）（瑪莉〈梅莉莎·李歐〉）
- 愛·飛翔（英语：Winged Creatures (film)）（多麗絲·哈根〈珍妮·翠柏虹（英语：Jeanne Tripplehorn）〉）

#### 電視影集
- 美國恐怖故事：瘋人院（泰蕾莎·莫瑞森〈珍娜·戴溫〉）
- 阿娘使道傳（阿娘〈申敏兒〉）
- 小鎮疑雲（貝絲·拉蒂默〈朱迪·惠特克〉）※DVD版。
- CSI犯罪現場：紐約 (第8季)
- 火之女神井兒（沈火靈〈徐玄振〉[9]）
- 階伯
- 馬醫（早飛）
- 紙牌屋（克莉絲汀娜·加拉格〈克莉絲汀·康諾利〉、瑞秋·波斯纳〈瑞秋·布羅斯納安〉）
- 妙女神探 (第2季)（艾比·謝爾曼）
- Royal Family（金Kelly）
- 慾海醫心 (第4季)
- 繼承者們（劉瑞秋〈金智媛〉）
- 王的面孔（貴人金氏〈金奎吏〉）
- 孫子大傳（帛女〈李煜〉）
- 魂歸故里（阿黛爾·維特〈克洛蒂爾德·赫斯梅（英语：Clotilde Hesme）〉[10]）
- 推奴（允智）
- 殺戮元凶：狙擊手 (第3季)（英语：Those Who Kill）
- Triangle（黃新惠〈吳娟受〉）
- 原來是美男（王Coordi）

#### 動畫
- 朱利安國王萬歲（英语：All Hail King Julien）（三葉草、緋紅）
- 內褲隊長
- 海底大冒險（英语：Shark Bait (film)）（科迪莉亞〈伊雯·瑞秋·伍德〉）
- 海底大冒險2：巨浪（英语：The Reef 2: High Tide）（科迪莉亞〈伊雯·瑞秋·伍德〉）

### 旁白
- 國家地理頻道

### 電台廣告
- 大阪電台「岩田光央、鈴村健一 甜美點火（日语：岩田光央・鈴村健一 スウィートイグニッション）」

### 解說
- 原來是美男 宣傳影片
- 千年太后（節目解說）

### 電影
- GS樂園（日语：GSワンダーランド）（臨時演員）

## 腳註

## 外部連結
- 竹內絢子｜Media Force （日語）
- 竹內絢子｜PEERLESS GERBERA （日語）